# Die Spreewaldklinik
Die Spreewaldklinik ist eine deutsche Vorabendserie, die seit dem 29. August 2024 von Montag bis Freitag auf Sat.1 ausgestrahlt und auf Joyn gestreamt wird. In den Hauptrollen sind u. a. Sina-Valeska Jung, Daniel Buder und Isabel Hinz zu sehen.

## Handlung
Staffel 1
Die traumatisierte Ärztin Lea Wolff reist in den Spreewald, um ihre Tochter zu suchen, die sie vor 20 Jahren zur Adoption freigegeben hat. Dabei beginnt sie als Ärztin in der Spreewaldklinik zu arbeiten und trifft dabei unter anderem auf ihre Jugendliebe Paul, der leibliche Vater ihrer Tochter. Dieser ist nach einem Aufeinandertreffen mit Lea überraschend abweisend und macht ihr klar, dass sie ihre Suche einstellen soll. Durch einen Zufall macht Lea Bekanntschaft mit einer jungen Krankenschwester namens Nico, die, wie sie nur kurze Zeit später schockiert entdeckt, ihre leibliche Tochter ist und die ohne ihr Wissen von Paul sowie seiner Frau Doreen großgezogen wurde. Aufgebracht stellt sie Paul zur Rede, der nun die Zukunft seiner Familie bedroht sieht, sollte Nico die Wahrheit erfahren. Verwaltungschefin Doreen lässt derweil nichts unversucht, Leas Arbeitsvertrag aufzulösen, um sie wieder loszuwerden. Um weitere Nachforschungen zu verhindern, lässt sie außerdem Nicos Krankenakte löschen. Während ihrer Arbeit in der Klinik kommen sich Nico und Lea näher, aber letztere weiß immer noch nicht, wie sie ihr beibringen soll, dass sie ihre leibliche Mutter ist. In der Chefärztin Doktor Barbara Berg und ihrem Kollegen Erik findet Lea weitere Unterstützung. Ersteren weiht Lea auch nach einem emotionalen Ausbruch in ihr Geheimnis ein. Vor allem Erik kann sich Lea immer schwerer entziehen und, nachdem sie endlich ihr Trauma überwinden kann, kommt es in einem intimen Moment zwischen den beiden zu einem Kuss. Auch von seiner eifersüchtigen Kollegin Vivian bleibt dies nicht unbemerkt, diese startet außerdem eine Intrige gegen Doktor Berg, um an ihren Chefposten in der Klinik zu kommen. Lea hadert immer noch mit sich, ob sie Nico die Wahrheit erzählen soll. Aber als Doreen plötzlich krank wird und Nico ihr mit einer Spende helfen will, wird die Situation für alle beteiligten noch komplizierter. Dank einer Lüge können sie Nico davon abhalten, sich als Spenderin testen zu lassen. Lea und Paul haben währenddessen einen nahen Moment, der zu einem Kuss zwischen den beiden führt. Woraufhin beide mit Schuldgefühlen gegenüber Erik zu kämpfen haben. Paul gesteht ihm einige Zeit später ihren Kuss und Erik kündigt ihm die Freundschaft, außerdem beendet Erik auch die Beziehung mit Lea. Diese versucht das Gespräch mit ihm zu suchen und sie schaffen es sich wieder anzunähern. Erik will seine Vergangenheit endlich hinter sich lassen und mit Lea eine neue Zukunft starten. Paul und Doreen wollen zusammen heiraten, Paul gesteht ihr allerdings den Kuss mit Lea. Vivian verliert ihren Chefposten in der Klinik. Nico stößt auf Ungereimtheiten wegen der Spende an Doreen und kommt unabsichtlich an Leas Brief, in dem sie schockiert die Wahrheit über ihre leibliche Mutter erfährt.
Staffel 2
Nico ist nach dem Fund von Leas Brief überfordert und weiß nicht was sie glauben soll. Lea will hingegen endlich ihre Beziehung mit Erik offiziell machen, doch Eriks frühere Verlobte Mona taucht plötzlich mit dem gemeinsamen Sohn im Spreewald auf. Außerdem bekommt die Klinik mit dem charismatischen Arzt Dr. Mark Engelhardt einen Neuzugang der Leas Leben schon bald ebenfalls auf den Kopf stellt.

## Besetzung
| Schauspieler           | Rolle               | Episoden | Zeitraum | Staffel | Anmerkung |
| ---------------------- | ------------------- | -------- | -------- | ------- | --- |
| Sina-Valeska Jung      | Dr. Lea Wolff       | 1–       | 2024–    | 1–      | Ärztin in der Spreewaldklinik; Schwester von Vera, Ex-Freundin von Paul, leibliche Mutter von Nico, Freundin von Erik (Hauptprotagonistin)                                  |
| Daniel Buder           | Dr. Erik Behrens    | 1–       | 2024–    | 1–      | Oberarzt in der Spreewaldklinik, Mitbesitzer der Bar/Kneipe „Sägewerk“; Bruder von Lars, Ex-Verlobter von Mona, Vater von Timmy, Freund von Lea (Protagonist)               |
| Isabel Hinz            | Nico Menke          | 1–       | 2024–    | 1–      | Krankenschwester-Auszubildende in der Spreewaldklinik; Tochter von Doreen und Paul, leibliche Tochter von Lea, Ex-Freundin von Johnny, Freundin von Radu (Co-Protagonistin) |
| Daniel Scholz          | Paul Menke          | 1–       | 2024–    | 1–      | Bauleiter; Ex-Freund von Lea, Mann von Doreen, Vater von Nico (Antagonist)                                                                                                  |
| Jessica Walther-Gabory | Doreen Menke        | 1–       | 2024–    | 1–      | Verwaltungschefin der Spreewaldklinik; Frau von Paul, Mutter von Nico (Antagonistin)                                                                                        |
| Muriel Baumeister      | Dr. Barbara Berg    | 1–       | 2024–    | 1–      | Chefärztin der Spreewaldklinik; Tochter von Richard |
| Karsten Speck          | Dr. Gregor Wemuth   | 1–       | 2024–    | 1–      | Oberarzt und Kinderarzt in der Spreewaldklinik; Vater von Fiona |
| Richard Ciuchendea     | Radu Florea         | 1–       | 2024–    | 1–      | Assistenzarzt in der Spreewaldklinik; Freund von Nico |
| Sandrine Mittelstädt   | Vera Wolff          | 1–       | 2024–    | 1–      | Schwester von Lea |
| Hannes Schmid          | Lars Behrens        | 1–       | 2024–    | 1–      | Chef der Bar „Sägewerk“; Bruder von Erik, Onkel von Timmy |
| Mieke Schymura         | Gitta Müller        | 1–       | 2024–    | 1–      | Oberschwester in der Spreewaldklinik |
| Mirya Kalmuth          | Dr. Vivian Scherer  | 3–       | 2024     | 1–      | Stellvertretende Chefärztin und Oberärztin in der Spreewaldklinik (Staffel 1), Beraterin (Staffel 2)                                                                        |
| Rilana Nitsch          | Andreja             | 9–       | 2024–    | 1–      | Köchin und Kellnerin im „Sägewerk“ |
| Benjamin Trinks        | Johnny Reimann      | 20–44    | 2024     | 1       | Ex-Freund von Nico |
| Jürgen Mai             | Richard Berg        | 38–      | 2024–    | 1–      | Hausmeister der Spreewaldklinik, Aushilfe im „Sägewerk“; Vater von Barbara                                                                                                  |
| Maja Lehrer            | Mona Wilke          | 81–      | 2024–    | 1–      | Ärztin in der Spreewaldklinik; Ex-Verlobte von Erik, Mutter von Timmy |
| Noam Butzner           | Timmy               | 81–      | 2024–    | 1–      | Sohn von Mona und Erik, Neffe von Lars |
| Jan Hartmann           | Dr. Mark Engelhardt | 82–      | 2025–    | 2–      | Oberarzt in der Spreewaldklinik |
| Zsa Zsa Hansen         | Fiona Wemuth        | 92–      | 2025–    | 2–      | Pflege-Praktikantin in der Spreewaldklinik; Tochter von Gregor |

## Ausstrahlung
Die Ausstrahlung der ersten Staffel begann am 23. August 2024 auf Joyn und am 29. August 2024 auf Sat.1, wo es Die Landarztpraxis auf seinem Sendeplatz ersetzte.
Die zweite Staffel startete am 30. Juni 2025 und ersetzte dabei erneut die gleiche Serie.

## Episodenliste
→ Hauptartikel: Die Spreewaldklinik/Episodenliste

## Produktion
Die Serie wurde erstmals Ende Januar 2024 angekündigt. Im April 2024 wurde bekannt, dass die erste Staffel der Serie im brandenburgischen Lübben gedreht wird, wo sich auch die reale „Spreewaldklinik“ befindet. Die Dreharbeiten begannen am 8. April 2024. Die Serie wird vom Medienboard Berlin-Brandenburg gefördert.
Im Dezember 2024 wurde bekannt, dass 126 Folgen der Staffel 2 ab Februar 2025 in Lübben und Berlin gedreht werden.